# Faltala furcipennis
Faltala furcipennis är en insektsart som beskrevs av Cheng 1980. Faltala furcipennis ingår i släktet Faltala och familjen dvärgstritar. Inga underarter finns listade i Catalogue of Life.